# Xã Milton, Quận Ashland, Ohio
Xã Milton (tiếng Anh: Milton Township) là một xã thuộc quận Ashland, tiểu bang Ohio, Hoa Kỳ. Năm 2010, dân số của xã này là 2.383 người.